# Kamal Alakbarov
Pour les articles homonymes, voir Alakbarov.
Kamal Alakbarov (en azéri: Kamal Camal oğlu Ələkbərov), né le 20 mars 1928 à Fizouli (Azerbaïdjan), et mort le 21 mai 2009 à Bakou, est un peintre et sculpteur azerbaïdjanais et soviétique, Artiste du Peuple d’Azerbaïdjan.

## Formation
Après avoir été diplômé de l'école des beaux-arts de Bakou dans la classe de l'Artiste du peuple de l'URSS P. Sabsay, il poursuit ses études à l'Académie des Arts V.I.Surikov à Moscou, où il étudie avec les célèbres maîtres N.V. Tomsky et M.G. Manizer, qui ont eu une grande influence sur la formation du jeune sculpteur.

## Peintures et sculptures
En 1954, après avoir été diplômé de l'institut (maintenant l'académie), le jeune artiste retourne à Bakou et continue à étudier la sculpture, qui devient l'œuvre de sa vie. Parmi les images créées de Kamal Alakparov se trouvent des portraits mémorables des héros du travail socialiste Shamama Hasanova et Basti Bagirova, des artistes du peuple Mirzaagha Aliyev, Ismail Daghestanli, de l'artiste du peuple Latif Kerimov, du dramaturge Ilyas Afandiyev, de l'artiste du peuple de l'URSS Shovket Mamedova.
Plus tard,K. Alekperov présente au public des œuvres aussi importantes que "Legende" - un portrait du compositeur exceptionnel, auteur du ballet "Légende d’amour" Arif Melikov (granit), exposé à plusieurs reprises dans les pays de l'étranger proche et lointain. 
En 1980, un monument au célèbre dramaturge Djafar Djabbarli (granit) installésur le territoire du studio de cinéma d'Azerbaïdjan, sur le socle duquel des images en relief de scènes de représentations théâtrales de l'écrivain sont magistralement exécutées, améliorant la perception de l'œuvre.

## Distinctions
Par décret du président azerbaïdjanais Heydar Aliyev du 30 mai 2002, Kamal Alakbarov reçoit le titre d'Artiste du Peuple d'Azerbaïdjan.
Selon le décret du président Ilham Aliyev du 23 décembre 2004, Kamal Alakbarov devient un retraité présidentiel individuel.